# Kaplica św. Brata Alberta w Kołkówce
Kaplica św. Brata Alberta w Kołkówce – kościół filialny, znajdujący się w miejscowości Kołkówka, należącej do powiatu tarnowskiego województwa małopolskiego.  

## Historia
15 sierpnia 1986 Andrzej Gomułka z Kołkówki aktem notarialnym przekazał nieodpłatnie działkę o pow. 0,12 ha pod budowę budynku katechetycznego. Prace trwały od 1988 do 1991 roku. W związku ze zmianą ustroju religia wróciła do szkół. Postanowiono, aby budynek przystosować do odprawiania nabożeństw w niedziele i święta. 17 maja 1994 kard. Franciszek Macharski przekazał do kaplicy relikwie św. Brata Alberta. W 2005 podłogi wyłożono płytkami i pomalowano ściany. W 2006 zakupiono tabernakulum duży krzyż, obraz olejny św. Alberta, figurę Matki Boskiej, obraz "Jezu ufam Tobie" i portret Jana Pawła II. W tym samym roku urządzono także parking i chodnik.